# 呉日慶
呉 日慶（ご にちけい、ゴ・ニャット・カイン、ベトナム語：Ngô Nhật Khánh / 吳日慶、生年不詳 - 太平10年（979年））は、ベトナム十二使君の一人。呉安王（ベトナム語：Ngô An vương / 吳安王）、呉覧公（ベトナム語：Ngô Lãm Công / 吳覽公）と称された。

## 生涯
呉朝の王族の出身で、唐林（現在のソンタイ）を拠点とした。2003年にゴ氏の家族連絡委員会が作成した系図では南晋王呉昌文の子であると考えられている。丁部領の攻撃を受けて屈服し、母の黄氏が丁部領の妻に、妹が丁璉の妻とそれぞれなり、自らの妻に丁部領の娘の仏金公主を迎えた。伝承によると、黄氏は丁部領との間に丁項郎を儲け、丁部領は丁項郎を皇太子としたが、丁項郎は太平10年（979年）の初めに、自らを差し置いて皇太子となったことに不満を持った異母兄丁璉の手の者によって暗殺された。呉日慶は丁部領に異父弟を殺した丁璉の処罰を求めたが、丁部領は丁璉の長年の功績に免じて罰しなかったため、呉日慶は大きく不満を抱いたという。後に不満を募らせた呉日慶は妻子を捨てて南のチャンパに走った。
丁部領が暗殺されて黎桓が実権を掌握したことを聞いた呉日慶は、チャンパ王パラメーシュヴァラヴァルマン1世に反攻のための出兵を要請し、丁朝の都の華閭へ向けて出撃した。しかし大鵶を経て小康（現在のニンビン省イエンモー県）に差し掛かったところでチャンパの船団は暴風雨に遭い、呉日慶も沈没した多くの軍船と運命を共にした。